# Independente Esporte Clube
Maillots
Dernière mise à jour : 9 février 2012.
L'Independente Esporte Clube est un club brésilien de football basé à Santana dans l'État de l'Amapá. 
Bien que ce club soit originaire de la ville de Santana, il joue ses matches dans la ville de Macapá.

## Palmarès
- Championnat de l'État de l'Amapá
  - Champion : 1982, 1983, 1989, 1995, 2001